# Peter Wirtz (Wirtschaftswissenschaftler)
Peter Wirtz (* 25. September 1971 in Mönchengladbach) ist ein deutscher Wirtschaftswissenschaftler.

## Leben
Peter Wirtz legte 1993 sein Vordiplom in Betriebswirtschaftslehre an der Universität Bayreuth ab. An der École supérieure de commerce de Dijon schloss er 1995 sein Studium in Finanzwissenschaften ab. 1996 absolvierte er einen Master in Managementwissenschaften (DEA) an der Universität von Burgund (cum laude). 2000 wurde er mit der Arbeit über die Finanzierung von Unternehmen in Frankreich und Deutschland an der Universität von Burgund in Dijon promoviert. 2001 habilitierte er sich dort. Von 2000 bis 2003 war er an der Universität Paris II tätig.
Seit 2003 ist Peter Wirtz Professor für Management an der Fakultät für Wirtschaftswissenschaften und Management der Universität Lyon II. Er beschäftigt sich insbesondere mit Unternehmensfinanzierungen.
Forschungsschwerpunkte sind Fragestellungen der Corporate Governance bei Finanzierung und der Wertschöpfung. Neben zahlreichen wirtschaftswissenschaftlichen Aufsätze ist er seit 2006 zusammen mit Gerard Charreaux Herausgeber des Standwerkes „Gouvernance des entreprises“.
Seit dem 1. September 2011 doziert Peter Wirtz an der Universität Jean Moulin Lyon 3 und war von 2012 bis 2020 Vizepräsident für den Forschungsbereich.
Er ist seit 1991 Mitglied der katholischen Studentenverbindung K.D.St.V. Langobardia München zu Bayreuth im Cartellverband der katholischen deutschen Studentenverbindungen (CV).

## Schriften
- Politique de financement et gouvernement d'entreprise. 2002.
- mit Gérard Charreaux: Gouvernance des entreprises. 2006.
- Les meilleures pratiques de gouvernance d'entreprise. 2008.